# قائمة انقطاعات التيار الكهربائي الرئيسية
- توضيح: قد يُقصد بـ «قائمة انقطاعات التيار الكهربائي الرئيسية»:
- قائمة أكبر حالات انقطاع التيار الكهربائي في القرن العشرين
- قائمة أكبر حالات انقطاع التيار الكهربائي في القرن الحادي والعشرين